# Johann Herkules Haid
Johann Herkules Haid (* 26. Dezember 1738 in Ulm; † 23. August 1788 ebenda) war Gymnasialprofessor in Ulm, Schriftsteller der Landeskunde und Volkswirtschaft.

## Leben
Johann Herkules Haid verfasste als Gymnasialprofessor in Ulm zahlreiche heimatkundliche und volkswirtschaftliche Beiträge. Sein bedeutendstes und bis heute vielzitiertes Werk ist das mehr als 700 Seiten umfassende Buch „Ulm mit seinem Gebiete“ aus dem Jahr 1786, das ausführliche und anschauliche Abhandlungen über die Einwohner, die Geschichte, Geographie und Naturausstattung der Stadt Ulm und ihrer Umgebung enthält. Es wurde 1984 als zweibändige limitierte Faksimile-Ausgabe mit 800 nummerierten Exemplaren neu herausgegeben.
Johann Herkules Haid wurde nur 49 Jahre alt. Er verstarb wenige Monate vor der Vollendung seines 50. Lebensjahres im August 1788 in Ulm. Das Stadtarchiv Ulm verwahrt einen kleinen Nachlass Haids.

## Werke (Auswahl)
- Oekonomische Abhandlungen für Schwaben und besonders für Ulm. Ulm 1780.
- Oekonomische-praktische Abhandlungen für Schwaben. Ulm 1782.
- Neues historisches Hand-Lexikon. Oder kurzgefaßte biographische und historische Nachrichten von berühmten Patriarchen, Kaysern, Königen [...], besonders neuerer Zeiten, bis aufs Jahr 1784. 2 Bände. Ulm 1785–1786.
- Von der Reichsstadt Gmünd. In: Johann Ernst Fabri (Hrsg.): Beyträge zur Geographie, Geschichte und Staatenkunde, Nürnberg 1794, Bd. 1, S. 114–120.
- Ulm mit seinem Gebiete. Verlag Christian Ulrich Wangner sen., Ulm 1786.
- Ulm mit seinem Gebiete in zwei Bänden [Faksimile-Ausgabe]. Verlag der Ulmer Bibliothek bei Aegis, Ulm 1984, ISBN 978-3-924756-00-0.